# Tomás Gonda
Tomás Gonda (* 1926 in Budapest, Ungarn; † 1988 in New York City, USA) war ein ungarischer Grafikdesigner, Illustrator und Fotograf.

## Leben und Werk
Von 1944 bis 1946 studierte Gonda an der Akademie der Bildenden Künste Budapest und arbeitete parallel im Atelier Almôs Jaschik und als freier Fotograf. Mit 22 Jahren wanderte Gonda nach Südamerika aus. Seine erste Station war Montevideo (Uruguay), hier lernte er Spanisch und arbeitete als freier Grafikdesigner. 1949 ging er nach Buenos Aires (Argentinien) und entwarf als selbständiger Grafiker Magazine und Ausstellungskataloge. Von 1950 bis 1956 war er bei den Werbeagenturen Lintas und Ricardo De Luca Publicidad als Grafiker angestellt. 1956 gründete er in Buenos Aires sein eigenes Design-Studio.
1958 zog er nach Deutschland und erhielt an der Hochschule für Gestaltung Ulm (HfG) eine Assistentenstelle für Gestaltung. Als Mitarbeiter von Otl Aicher in der Entwicklungsgruppe 5 gestaltete er in diesen Jahren Werbe- und Druckgrafiken, Verpackungen und Ausstellungen unter anderem für die Firmen Braun, Wilkhahn und Hermann Miller. Zusammen mit Otl Aicher (Leitung), Hans Nick Roehricht für das Produktdesign und Fritz Querengässer für die Typografie, war Gonda für das Grafikdesign bei der Entwicklung des neuen visuellen Erscheinungsbildes für die Deutsche Lufthansa 1962 beteiligt. Aicher charakterisierte ihn mit den Worten „(…) gonda war ein knobelnder systematiker, (…)“ Von 1963 bis 1966 unterrichtete Gonda als Dozent in der Abteilung Visuelle Kommunikation der HfG. Mit der Ausgabe ulm 6 übernahm er die Gestaltung der HfG-Zeitschrift, die zuvor von Anthony Froshaug gestaltet wurde.
In den 1970er Jahren arbeitete er in Mailand als Art-Director bei Rinascente-Upim, später als Berater für Gestaltung bei Pirelli. 1977 zog er in die USA und eröffnete in New York sein Atelier Gonda Design, Incorporated, das er bis zu seinem Tod 1988 führte.
Gonda hatte Lehraufträge an der Ohio State University, der Yale University, der Cooper Union, der Rhode Island School of Design und der Carnegie Mellon University in Pittsburgh.
1994 widmete ihm die Anderson Gallery der Virginia Commonwealth University in Richmond, Virginia USA eine Ausstellung und ein Katalog unter dem Titel Tomás Gonda – A Life in design.
Der Nachlass von Tomás Gonda ging 1996 an das HfG-Archiv Ulm. Den Kern dieser Schenkung von Jacqui Morgan bilden 60 gerahmte Arbeiten, 130 grafische Arbeiten, Fotos und Negative. 1998 zeigte das Museum Ulm die Ausstellung Tomás Gonda – A Life in design.

## Zitat
Rolf Müller, der Tomás Gonda während seiner Studienzeit an der HfG Ulm kennengelernt hatte, stellte 1987 sein gestalterisches Werk in der Zeitschrift High Quality mit den einleitenden Worten vor: „Wenn die Freunde, von denen er viele hat, sich untereinander nach Tomás Gonda erkundigen, dann hat der eine ihn in Bremen getroffen, der andere in Mailand, ein Dritter weiß, daß er vor kurzem in Japan war, aber jetzt wieder zu Hause in New York ist und im Frühjahr nach Ungarn fährt … Um danach in der Schweiz sich mit Freunden zu treffen. Aber das ist nicht der Ausschnitt aus dem Terminkalender eines gehetzten Design-Managers, (…) sondern ein Stück aus dem Leben eines Kosmopoliten. Tomás Gonda war und ist immer auf Reisen.“